# باب الحارة (الجزء الأول)

## القصة
تدور أحداث المسلسل في عشرينيات القرن الماضي بـ(سوريا)، في حارة الضبع، تبدأ الأحداث حين يسرق ذهب من منزل (أبو إبراهيم) تاجر القماش، يتبعه مقتل حارس الحارة (أبو سمعو)، فيجتمع رجال الحارة للتوصل إلى حقيقة سارق الذهب وقاتل الحارس ابو سمعو ، ليكتشفوا أنه (الإدعشري)، وتتصاعد الأحداث.

## الممثلون
- عباس النوري بدور أبو عصام
- بسام كوسا بدور الإدعشري
- سامر المصري بدور العكيد أبو شهاب
- صباح الجزائري بدور سعاد خانوم (أم عصام)
- عبد الرحمن آل رشي بدور الزعيم أبو صالح
- حسن دكاك بدور أبو بشير
- سليم كلاس بدور أبو خاطر
- ميلاد يوسف بدور عصام
- عصام عبجي بدور أبو إبراهيم
- وائل شرف بدور معتز
- وفيق الزعيم بدور أبو حاتم
- حسام تحسين بك بدور أبو ماجد
- علي كريم بدور العكيد أبو النار
- نزار أبو حجر بدور أبو غالب

- رامز عطا الله بدور أبو ساطور
- رامز أسود بدور أبو دراع
- هيثم جبر بدور أبو الحكم
- عادل علي بدور الشيخ عبد العليم
- محمد الشماط بدور أبو مرزوق
- هاني شاهين بدور العريف نوري
- أيمن بهنسي بدور أبو قاسم
- حسام الشاه بدور عبدو
- محمد خير الجراح بدور أبو بدر
- مأمون الفرخ بدور أبو سمير الحمصاني
- محمد رافع بدور إبراهيم
- محمد قنوع بدور سعيد (أبو سليم)
- أسامة حلال بدور بشير
- عاصم حواط بدور صبحي

- معن عبد الحق بدور صطيف الأعمى
- هامي البكار بدور معروف
- نوار بلبل بدور الزيبق
- محمد خرماشو بدور أبو حسن
- رائد مشرف بدور مسلم
- آلاء الزعبي بدور خاطر
- أدهم الملا بدور أبو محمود
- علي التلاوي بدور أبو عادل الحكواتي
- أحمد خليفة بدور أبو أحمد الزبال
- فادي الشامي بدور سمعو
- عدنان أبو الشامات بدور أبو ديبو
- زهير رمضان بدور أبو جودت
- أحمد الزين بدور الخواجا آفو
- قيس الشيخ نجيب بدور رياض

- هدى شعراوي بدور أم زكي
- وفاء موصللي بدور فريال (أم توفيق)
- أمية ملص بدور بوران (أم سليم)
- سحر فوزي بدور شهيرة (أم بشير)
- فدوى محسن بدور عادلية (أم إبراهيم)
- وفاء العبد الله بدور ناظمية (أم معروف)
- إيمان عبد العزيز بدور أم خاطر
- ديمة الجندي بدور زهرة
- ليليا الأطرش بدور لطفية
- تاج حيدر بدور جميلة
- أناهيد فياض بدور دلال
- ديمة قندلفت بدور خيرية
- رانيا أحمد بدور شفيقة
- رشا التقي بدور هدى
- أدهم بسام الملا بدور سليم
- ماسة الجمال بدور هدية
- عمر سامر المصري بدور ديبو
- أيهم يغمور بدور بدر
- رياض كبرة بدور أبو سمعو
- نهاد ابراهيم بدور أبو ناجي
- هلال خوري بدور أبو عوض
- محمد كيلاني بدور دركي
- سعيد عبد السلام بدور أبو فهد
- ابراهيم كيكي بدور صالح
- سناء سواح بدور أم سمعو
- ماجد قبراوي بدور أبو كرم
- ياسر بارودي بدور الأخطبيس